# 1914 (فلم)
1914 (الألمانية: 1914 ، die letzten Tage vor dem Weltbrand) هو فيلم أبيض وأسود درامي ألماني عام 1931 من إخراج ريتشارد أوزوالد وبطولة ألبرت باسرمان وهيرمان ولاش وفلفغانغ فون شوينت. يركز الفيلم على قيادة القوى العظمى لأوروبا في الأيام التي سبقت اندلاع الحرب العالمية الأولى ، والتي بلغت ذروتها باغتيال أرشيدوق النمسا فرانز فرديناند على يد جافريلو برينسيب. تم تصويره في استوديو بابلسبيرغ في برلين وعرض لأول مرة في المدينة في قصر تاونتزين في 20 يناير 1931. بناءً على طلب من وزارة الخارجية الألمانية ، تم تصوير مقدمة بواسطة يوغين فيشر بالينغ وعرضها في بداية الفلم. أقيم عرض خاص في الرايخستاغ في 3 مارس 1931.

## طاقم التمثيل
- ألبرت باسرمان في دور تيوبالت فون بتمان هولفيغ

## روابط خارجية
- 1914  في قاعدة بيانات الأفلام على الإنترنت (بالإنجليزية)